# Остання дуель (фільм, 2021)
Остання дуель (англ. The Last Duel) — історична драма режисера Рідлі Скотта за мотивами книги Еріка Ягера «The Last Duel: A True Story of Trial by Combat in Medieval France». Сценарій написали Бен Аффлек, Метт Деймон та Ніколь Голофценер. У ролях Метт Деймон, Адам Драйвер, Джоді Комер та Бен Аффлек.
Світова прем'єра відбулася на 78-му Венеційському кінофестивалі 10 вересня 2021 року. Широкий прокат фільму почався 15 жовтня 2021 року студією 20th Century.

## У ролях
- Метт Деймон — Жан де Карруж
- Адам Драйвер — Жак ле Ґріс
- Джоді Комер — Маргарита де Карруж
- Бен Аффлек — П'єр II, граф Алансона
- Гаррієт Волтер — Ніколь де Бушард
- Алекс Лотер — Карл VI
- Серена Кеннеді — Ізабелла
- Мартон Чокаш — Креспін
- Натаніель Паркер — сер Роберт де Тібувіль
- Сем Хазелдін — Томін дю Буа
- Майкл Мак-Елхеттон — Бернард Латур
- Адам Нагайтіс — Адам Лувель

## Український Дубляж
- Студія: Постмодерн
- Режисерка дублювання: Катерина Брайковська
- Перекладачка: Ольга Переходченко
- Координатор проекту: Олена Плугар

Ролі дублювали:
- Марґаріт - Марина Локтіонова
- Жан Де Каруж - Роман Чорний
- Жак Ле Ґрі - Дмитро Гаврилов
- П'єр Д'алансон - Андрій Твердак
- Ніколь - Наталя Поліщук
- Герольд - Роман Молодій
- Аліс, Жанна - Катерина Буцька
- Адам Лувель - Олександр Погребняк
- Марі Шамаяр - Катерина Брайковська
- Клірік 1 - Максим Кондратюк
- Анрі - Володимир Кокотунов
- Ле Кок, Радник 2 - Андрій Альохін
- Карл VI - В'ячеслав Хостікоєв
- Клірик 2 - Дмитро Вікулов
- Тібувіль - Михайло Кришталь
- Бернар Де Латур - Олександр Ігнатуша
- Креспен - Роман Солошенко
- Священник 2 - Юрій Висоцький
- Священник, Лицар - Михайло Войчук
- Жан Де Каруж ІІІ - Євген Пашин

А також: Руслан Драпалюк, Людмила Петриченко, Петро Сова, Павло Голов, Едуард Кіхтенко, Микола Сирокваш, Марія Єременко,

## Виробництво
Проект був анонсований у липні 2015 року, коли Френсіс Лоуренс планував зняти фільм, а Шон Грант написав сценарій, однак подальшого розвитку над ним не було. Лише в липні 2019 року було оголошено, що Рідлі Скотт планує зняти фільм разом із Беном Аффлеком і Меттом Деймоном. У вересні Джоді Комер та Адам Драйвер вступили у переговори про приєднання до акторського складу. Гаррієт Уолтер була додана до складу акторського складу в лютому 2020 року.
Зйомки розпочались 14 лютого 2020 року в Дордоні, Франція і продовжились до 12 березня 2020 року в середньовічному замку Берзе-ле-Шатель (поблизу Макона), Бургундія (зі знімальною групою з 300 осіб, включаючи 100 статистів).
Зйомки повинні були проходити у Ірландії: графство Міт, графство Віклоу та замок Кахір (в графстві Тіпперері), з 23 березня 2020 року по 30 березня 2020 року. Однак 13 березня 2020 року Дісней оголосив, що студія повинна відкласти зйомки на невизначений час, зважаючи на занепокоєння акторського складу та знімальної групи у зв'язку з триваючою пандемією COVID-19. Зйомка врешті-решт відбулася наприкінці вересня 2020 року. Виробництво завершилося 14 жовтня 2020 року.

## Випуск
Спочатку був запланований обмежений театральний реліз 25 грудня 2020 року, перш ніж широко 8 січня 2021 року Однак у результаті пандемії COVID-19 дату випуску було перенесено на 15 жовтня 2021 року.